# Билодо, Чарли
Чарли Билодо (англ. Charlie Bilodeau; род. 6 августа 1993, Римуски, Канада) — канадский фигурист, выступавший в парном катании с Джулианной Сеген. Они — участники Олимпийских игр (2018), победители Skate America (2016), вице-чемпионы мира среди юниоров (2015) и двукратные серебряные призёры чемпионата Канады (2016, 2018).
Сезон 2019/2020 года выступал с Любовью Илюшечкиной.
По состоянию на январь 2017 года пара Сеген / Билодо занимала 12-е место в рейтинге Международного союза конькобежцев (ИСУ).

## Биография

### Юношеская карьера
Чарли Билодо родился в 1993 году в квебекском городе Римуски. В 2008 году его поставили в пару с Кристель Дежарден; с ней они выступали вместе до 2012 года. Затем он встал в пару с Джулианной Сеген.
В олимпийский сезон на чемпионате Канады среди юниоров в парном катании Сеген с Билодо стали вице-чемпионами Канады. После национального чемпионата Джулианна и Билодо были включены в состав сборной Канады на юниорский чемпионат мира в Болгарию. Однако за неделю до старта из-за проблем со здоровьем пара была вынуждена сняться со стартов.
В послеолимпийский сезон пара выступила на этапах юниорского Гран-при, выиграв два этапа, и вышла в финал в Барселоне. В Испании канадские фигуристы выиграли золотые медали. На национальном чемпионате пара финишировала с бронзовыми медалями. Со второго раза пара доехала до юниорского чемпионата мира в Таллин, где они уступили первое место китайским фигуристам, однако при этом они улучшили все свои прежние спортивные достижения во всех категориях.

### Карьера во взрослом спорте
Завершали свой сезон спортсмены на мировом чемпионате в КНР. В Шанхае фигуристы выступили очень удачно, вновь улучшили свои достижения в произвольной программе и сумме. При этом они обошли и вторую канадскую пару (которой проиграли на чемпионате страны) и вошли в десятку на чемпионате мира.
Новый сезон пара открыла в Германии на турнире Небельхорн. Через месяц пара выступала в США на серии Гран-при Skate America. Фигуристы заняли третье место; при этом были улучшены все прежние спортивные достижения. Далее пара выступала на этапе Гран-при Trophée Bompard, однако, после коротких программ, соревнования были отменены из соображений безопасности (в столице Франции произошла серия терактов). Тем не менее они сумели пробиться в финал Гран-при, который проходил в Барселоне. На самом финале фигуристы превзошли все свои прежние достижения и заняли четвёртое место. На национальном чемпионате фигуристы стали вице-чемпионами. Однако далее последовало досрочное прекращение сезона по медицинским соображениям.
Новый предолимпийский сезон канадская пара начала дома в Монреале на турнире Autumn Classic International, где они заняли первое место и превзошли все свои прежние спортивные достижения. В середине октября канадские фигуристы также заняли первое место на этапе Гран-при в Чикаго, на Кубке Америки. В начале ноября канадцы выступали на своём втором этапе Гран-при в Москве, где на Кубке Ростелекома они заняли место в середине турнирной таблицы. Однако это позволило им выйти в финал Гран-при, в Марселе. Во Франции они сумели после произвольной программы уйти с последнего места и заняли пятое место. Перед самым Новым Годом партнёрша получила сотрясение мозга, спортсмены надеялись выступить на национальном чемпионате в январе 2017 года, однако этого не случилось и они в последний момент снялись со стартов. В конце марта канадские парники после травмы появились на мировом чемпионате в Хельсинки, где заняли одиннадцатое место.

### Олимпийский сезон
Новый олимпийский сезон канадские парники начали дома в Монреале, где на турнире Autumn Classic International они финишировали с бронзовыми медалями. Через месяц они выступали в серии Гран-при на российском этапе, где пара финишировала в середине турнирной таблицы. Спустя ещё три недели спортсмены приняли участие в японском этапе серии Гран-при, где финишировали рядом с пьедесталом. В начале 2018 года пара в Ванкувере удачно выступила на национальном чемпионате. Они стали вице-чемпионами страны и вошли в олимпийский состав. В середине февраля 2018 года в Канныне начались соревнования и в индивидуальном турнире. Они финишировали в конце первой десятки.

### В паре с бывшей россиянкой
В завершающей стадии подготовки к новому, послеолимпийскому сезону, внезапно для всех канадская пара распалась. Желание исходило от партнёра. В конце после олимпийского сезона Билодо встал в пару с бывшей россиянкой Любовью Илюшечкиной. Пара начала работать с Ришаром Готье, хореографом спортсменов стала Мари-Франс Дюбрей и она пригласила в помощники своего подопечного Гийома Сизерона в помощь. Позже к тренерскому коллективу присоединился Эрик Рэдфорд.
Пара впервые дебютировала в октябре 2019 года в Финляндии на Finlandia Trophy, где они вошли в тройку лучших. При этом спортсмены выполнили техминимум для мировых чемпионатов. Далее последовало их выступление на канадском этапе Гран-при в Келоуне, где они финишировали, замкнув пятёрку лучших спортивных пар. Далее пара выступила на китайском этапе, где они финишировали с бронзовыми медалями. При этом, в середине января пара не совсем удачно выступила на национальном чемпионате где заняла, только третье место. На континентальном чемпионате в Сеуле фигуристы были лишь седьмыми. В апреле Чарли принял решение оставить большой спорт.

## Спортивные достижения
(с Л. Илюшечкиной)
| Соревнования                   | 2019—2020 |
| ------------------------------ | --------- |
| Чемпионаты четырёх континентов | 7         |
| Этапы Гран-при: Skate Canada   | 5         |
| Этапы Гран-при: Cup of China   | 3         |
| Finlandia Trophy               | 3         |
| Чемпионаты Канады              | 3         |

(с Д. Сеген)
| Соревнования                                         | 2013—2014 | 2014—2015 | 2015—2016 | 2016—2017 | 2017—2018 |
| ---------------------------------------------------- | --------- | --------- | --------- | --------- | --------- |
| Олимпийские игры                                     |           |           |           |           | 9         |
| Чемпионаты мира                                      |           | 8         |           | 11        | 22        |
| Финалы Гран-при                                      |           |           | 4         | 5         |           |
| Гран-при: Skate America                              |           |           | 3         | 1         |           |
| Этапы Гран-при: Trophée Eric Bompard                 |           |           | С         |           |           |
| Этапы Гран-при: Кубок Ростелекома                    |           |           |           | 5         | 5         |
| Этапы Гран-при: NHK Trophy                           |           |           |           |           | 4         |
| Nebelhorn Trophy                                     |           |           | 5         |           |           |
| Турнир в Монреале                                    |           |           |           | 1         | 3         |
| Чемпионаты мира среди юниоров                        | WD        | 2         |           |           |           |
| Юниорский финал Гран-при                             |           | 1         |           |           |           |
| Этапы юниорского Гран-при: Беларусь                  | 4         |           |           |           |           |
| Этапы юниорского Гран-при: Чехия                     | 4         | 1         |           |           |           |
| Этапы юниорского Гран-при: Германия                  |           | 1         |           |           |           |
| Чемпионаты Канады                                    |           | 3         | 2         | WD        | 2         |
| Первенство Канады по фигурному катанию среди юниоров | 2         |           |           |           |           |

- С — соревнование не было завершено.

(с К. Дежарден)
| Соревнования                                         | 2010—2011 | 2011—2012 | 2012—2013 |
| ---------------------------------------------------- | --------- | --------- | --------- |
| Этапы юниорского Гран-при: Хорватия                  |           |           | 9         |
| Этапы юниорского Гран-при: США                       |           |           | 10        |
| Первенство Канады по фигурному катанию среди юниоров | 5         | 2         |           |

- WD — фигуристы снялись с соревнований.